# Ligature (bonsaï)
Pour les articles homonymes, voir Ligature.

Ligaturage

Le ligaturage est une technique d'arboriculture visant à orienter la croissance d'un bonsaï. 

## Description
Le ligaturage est une technique délicate qui est effectuée avec soin pour ne pas blesser l'arbre. Elle a pour but de modifier la position des branches ou pour donner du mouvement au tronc. Les jeunes pousses ont tendance à s'orienter vers le haut pour profiter de la lumière, mais cette orientation n'est pas toujours jugée esthétique. Cette technique permet également de donner au bonsaï une impression d'âge avancé. Pour leur donner l'aspect de branches plus âgées, plus tombantes, les branches principales et secondaires sont ligaturées afin de leur imposer une orientation particulière.
Chez les arbres à feuilles caduques, seules les branches principales sont ligaturées, les branches secondaires étant taillées. Pour les bonsaï âgés possédant une importante ramification, le ligaturage est utile pour dégager les branches enchevêtrées. Les conifères se prêtent plus facilement à l'utilisation du ligaturage à cause de la nature de leur bois plus souple.

## Le matériel
Deux types de fils sont utilisés : le fil de cuivre recuit et le fil d'aluminium anodisé. La souplesse de ces fils permet une pose facile, mais un bon maintien de la branche. Plus la branche à ligaturer est grosse, plus le fil sera épais. Les fils sont généralement d'un diamètre variant de 1,5 à 3 mm. Pour retirer le fil, une pince à fil et une pince coupante sont utilisées, afin de couper le fil au ras de l'écorce sans abimer l'arbre.

## Principes de base
La pose d'une ligature se fait du bas vers le haut, et du tronc vers les branches. Dans un premier temps, le fil est ancré dans le substrat au pied de l'arbre, puis il monte en tournant autour du tronc vers la branche principale à ligaturer. Arrivé à l'intersection entre la branche et le tronc, le fil est passé au-dessus de la branche pour baisser celle-ci, ou au-dessous pour la remonter. La branche est positionnée en la pliant avec les doigts une fois la ligature posée.
La technique de la ligature n'est pas utilisée sur les feuilles. Une ligature est retirée avant qu'elle ne commence à s'enfoncer dans l'écorce. La ligature n'est pas fixée dans l'écorce de l'arbre, et le fil n'est pas noué, pour ne pas abîmer l'arbre. L'emploi d'un fil de fer pour réaliser la ligature est déconseillé, car trop difficile à couper à la pince.
Les fils de ligatures ne se croisent pas, que ce soit sur le tronc ou sur une branche (pose d'une double ligature pour la renforcer).